# Franziska Lechner

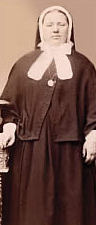
Franziska Lechner

Franziska Lechner (* 1. Januar 1833 in Edling; † 14. April 1894 in Breitenfurt bei Wien) war die Gründerin der römisch-katholischen Kongregation der Töchter der göttlichen Liebe und wurde 2005 zur Seligsprechung vorgeschlagen.

## Leben
Schwester Lechner wurde 1833 als fünftes von zehn Kindern in Edling in der Nähe von Wasserburg am Inn geboren. Schon früh fühlte sie sich zum Dienst Gottes berufen. Mit 16 Jahren begann sie – gegen den Willen der Eltern – im Institut der Armen Schulschwestern in München mit dem Noviziat, das sie 1854 mit der zeitlichen Profess erfolgreich beendete. Auf der Suche nach ihrer wirklichen Berufung arbeitet sie zunächst als Lehrerin und Erzieherin am Münchner Taubstummen-Institut.
Nach wechselnden Stationen beschloss sie während ihrer Exerzitien einen Neuanfang zu wagen und ging 1868 nach Wien. Im Oktober 1868, nur 35 Jahre alt, erkrankte Sr. Lechner schwer. Sie sah sich dem Tode nahe, doch dann geschah das Unerwartete: Sie genas vollständig.
Noch im selben Jahr gründete sie die Gesellschaft der Töchter der göttlichen Liebe (FDC – Filiae Divinae Caritatis). Da es keine staatliche Fürsorgestelle gab, wollte sie jungen, mittellosen Frauen beistehen und ihnen ein Dach über dem Kopf, Verpflegung und eine Ausbildung bieten. 1871 bezog sie mit den ersten Schwestern das Mutterhaus in der Fasangasse 4 im 3. Wiener Gemeindebezirk. Der Bau einer eigenen Kirche, der Muttergotteskirche, war sicherlich krönender Höhepunkt ihres Schaffens. Im Jahr 1883 kaufte Schwester Lechner in Breitenfurt bei Wien die 1808 von Rosalia Hönig erbaute und 1819 von Anton Tauchner erworbene, „Hönigmühle“ genannte Waldmühle und machte aus ihr das Zufluchthaus St. Josef. Im Jahre 1884 wurde ihre Gemeinschaft von Rom offiziell als Kongregation der Töchter der göttlichen Liebe anerkannt.

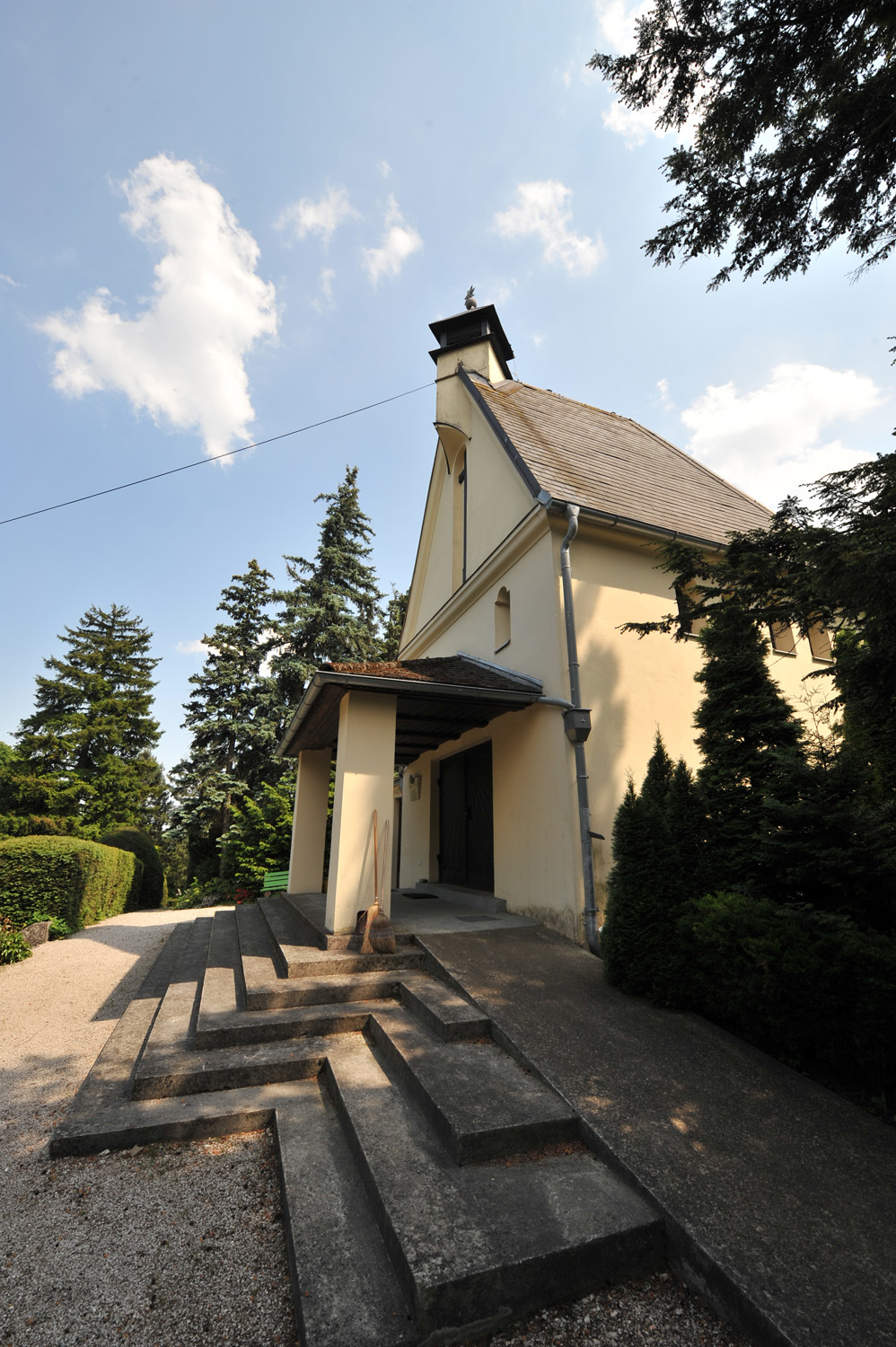
Gruftkapelle in Breitenfurt bei Wien, erbaut von Clemens Holzmeister

Mutter Lechner starb am 14. April 1894 in Breitenfurt bei Wien. Sie konnte auf ein erfülltes Leben zurückblicken. Bis zu ihrem Tode waren fast 600 Schwestern der Kongregation beigetreten und in 30 Gemeinschaften in den verschiedenen Ländern der k.u.k. Monarchie aktiv.
Die Ordensschwestern engagierten sich in besonderer Weise in der Bildungsarbeit und in der Gründung von Kindergärten und Schulen überall in der Donaumonarchie. Heute gehören etwa 1.280 Schwestern (Stand: 31. August 2005) in Europa, Nord- und Südamerika und einer Missionsstation in Afrika (Uganda) der Kongregation an. Insgesamt ist sie in 19 Ländern aktiv, sieben Niederlassungen befinden sich in Österreich. Das Mutterhaus befindet sich jetzt in der Jacquingasse im 3. Wiener Gemeindebezirk.

## Seligsprechung
Kardinal Christoph Schönborn eröffnete am 24. November 2005 das Seligsprechungsverfahren für Schwester Franziska Lechner. Bis zur endgültigen Seligsprechung können jedoch aufgrund des komplizierten und langwierigen Verfahrens Jahre vergehen. Zunächst müssen Beweise gesammelt werden, die eine Seligsprechung rechtfertigen. Darüber hinaus muss das Leben und Wirken des Kandidaten genau dokumentiert und bewertet werden. Außerdem muss die Verehrung nachgewiesen werden. Unabdingbare Voraussetzung für die Seligsprechung ist die Beschreibung eines Wunders, das der Kandidat nach seinem Tod vollbracht haben muss. Die Belege werden von einer Kommission geprüft und nur nach positivem Abschluss des Verfahrens werden die Unterlagen nach Rom weitergeleitet. Dort werden alle Dokumente nochmals von einer päpstlichen Kommission geprüft und dann dem Papst zur Entscheidung vorgelegt.